# EQUULEUS
|  | Per a altres significats, vegeu «Equuleus». |

EQUULEUS va ser un dels deu CubeSats llançats amb la missió Artemis 1 a una òrbita heliocèntrica a l'espai cislunar en el vol inaugural del sistema de llançament espacial que va tenir lloc el 16 de novembre de 2022. El 17 de novembre de 2022, l'Agència Espacial Japonesa (JAXA) va informar que EQUULEUS es va separar amb èxit el 16 de novembre de 2022 i es va confirmar que funcionaria amb normalitat el 16 de novembre de 2022 a les 13:50 UTC. EQUULEUS va filmar el cometa verd C/2022 E3 (ZTF) el febrer de 2023.

## Visió general

Animació d'EQUULEUS al voltant de la TerraBlau=terra Verd=lluna Rosa=EQUULEUS

Cartografiar la plasmasfera al voltant de la Terra pot proporcionar una visió important per protegir tant els humans com l'electrònica dels danys per radiació durant llargs viatges espacials. També demostrarà tècniques de control de trajectòries de baix impuls, com ara múltiples sobrevols lunars, dins dels punts de Lagrange Terra-Lluna (EML).  La missió demostrarà que sortir d'EML es pot transferir a diverses òrbites, com ara òrbites terrestres, òrbites de la Lluna i òrbites interplanetàries, amb una petita quantitat de control orbital. EQUULEUS compta amb 2 panells solars desplegables i bateries de liti.
La missió es controlarà des de l'antena de l'espai profund japonès (antena de 64 metres i antena de 34 metres) amb el suport de la DSN (Deep Space Network) del Jet Propulsion Laboratory (JPL). L'investigador principal és el professor Hashimoto de l'Agència Espacial Japonesa (JAXA). La missió porta el nom de la constel·lació del Cavallet (Equuleus).

Diversos dels instruments d'EQUULEUS porten el nom de les constel·lacions del veí d'Equuleus.

## Propulsió
| Massa i composició del propulsor | Aigua (1.2 kg) |
| Empenta                          | 2 - 4 mN       |
| Impuls específic                 | >70 segons     |
| Pressió emmagatzemada            | < 100 kPa      |
| Poder                            | 12-15 watts    |
| Delta-V total                    | 70 m/s         |

El sistema de propulsió, anomenat AQUARIUS, utilitza 8 propulsors d'aigua també utilitzats per al control de l'actitud (orientació) i la gestió de l'impuls. La nau espacial porta 1.2 kg d'aigua, i el sistema de propulsió complet ocupaven unes 2,5 unitats de les 6 unitats de volum total de la nau espacial. La calor residual dels components de comunicació es reutilitza per ajudar el preescalfador en el sistema de producció de vapor d'aigua. L'aigua s'escalfa a 100 °C (212 °F) al preescalfador. Els propulsors d'aigua de l'AQUARIUS produeixen un total de 4,0 mN, un impuls específic (Isp) de 70 segons, i consumeix uns 20 watts de potència. Abans del seu vol a EQUULEUS, AQUARIUS es va provar per primera vegada a l'AQT-D CubeSat 2019.

## Càrrega útil científica
La càrrega útil científica EQUULEUS compta amb una petita imatge UV anomenada PHOENIX (Plasmaspheric Heliumion Observation by Enhanced New Imager in eXtreme ultraviolet) que funcionarà a les longituds d'ona ultraviolada extremes d'alta energia. Consta d'un mirall d'entrada de 60 mm de diàmetre i un dispositiu de recompte de fotons. La reflectivitat del mirall està optimitzada per a la línia d'emissió d'ions heli (30.4 nm de longitud d'ona), que és el component rellevant de la plasmasfera de la Terra. La plasmasfera és on es produeixen diversos fenòmens per les pertorbacions electromagnètiques del vent solar. En volar lluny de la Terra, el telescopi PHOENIX proporcionarà una imatge global de la plasmasfera de la Terra i contribuirà a la seva evolució espacial i temporal.